# 국제 스포츠 연맹 목록
이 문서는 국제경기연맹(國際競技聯盟, 영어: international sports federation)의 목록으로 각 단체들은 비정부 기구(NGO)로 연맹에서 주관하는 스포츠를 총괄하고 세계적 수준으로 감독하고 유망주들을 육성하고 세계 혹은 대륙수준의 선수권대회를 조직하며 그 스포츠에 대해 대중들의 관심을 높여 관중들과 팬들이 생기게 하며 전문가의 협조아래에 규칙을 개정·발전 시킨다.

## IOC의 승인을 받은 연맹

### 하계 올림픽 국제 경기 연맹 연합-ASOIF- (1983년 창설)
| 스포츠                                                            | 연맹 명칭            | 영문약자  | 공식 사이트                                          |
| ----------------------------------------------------------------- | -------------------- | --------- | ---------------------------------------------------- |
| 경영 (수영, 다이빙, 싱크로나이즈, 수구, 야외수영)                 | 국제수영연맹         | FINA      | http://www.fina.org/                                 |
| 골프                                                              | 국제골프연맹         | IGF       | https://www.igfgolf.org/                             |
| 근대5종                                                           | 국제근대5종경기연맹  | UIPM      | http://www.pentathlon.org/                           |
| 농구                                                              | 국제농구연맹         | FIBA      | http://www.fiba.com/ 보관됨 1996-11-04 - 웨이백 머신 |
| 럭비 유니온                                                       | 국제럭비위원회       | IRB       | http://www.irb.com/                                  |
| 레슬링                                                            | 국제레슬링연맹       | FILA      | https://uww.org/                                     |
| 배구 • 비치발리볼                                                 | 국제배구연맹         | FIVB      | https://www.fivb.com/                                |
| 배드민턴                                                          | 세계배드민턴연맹     | BWF       | https://bwfbadminton.com/                            |
| 복싱                                                              | 국제아마추어복싱연맹 | AIBA      | https://www.iba.sport/                               |
| 사격                                                              | 국제사격연맹         | ISSF      | https://www.issf-sports.org/                         |
| 사이클                                                            | 국제사이클연맹       | UCI / ICU | http://www.uci.ch/                                   |
| 승마                                                              | 국제승마연맹         | FEI       | https://www.fei.org/                                 |
| 양궁                                                              | 국제양궁연맹         | WA        | https://worldarchery.sport/                          |
| 역도                                                              | 국제역도연맹         | IWF       | http://www.iwf.net/                                  |
| 요트                                                              | 국제요트연맹         | ISAF      | http://www.sailing.org/                              |
| 유도                                                              | 국제유도연맹         | IJF       | http://www.ijf.org/                                  |
| 육상                                                              | 국제육상경기연맹     | IAAF      | http://www.iaaf.org/                                 |
| 조정                                                              | 세계조정연맹         | FISA      | http://www.worldrowing.com/                          |
| 체조(리듬체조, 곡예체조(아크로바틱체조), 트램펄린, 덤블링도 포함) | 국제체조연맹         | FIG / IFG | http://www.fig-gymnastics.com/                       |
| 축구                                                              | 국제축구연맹         | FIFA      | http://www.fifa.com                                  |
| 카누                                                              | 국제카누연맹         | ICF       | http://www.canoeicf.com/                             |
| 탁구                                                              | 국제탁구연맹         | ITTF      | http://www.ittf.com/                                 |
| 태권도                                                            | 세계태권도연맹       | WT        | http://www.wtf.org/                                  |
| 테니스                                                            | 국제테니스연맹       | ITF       | http://www.itftennis.com/                            |
| 트라이애슬론                                                      | 국제트라이애슬론연맹 | ITU       | http://www.triathlon.org/                            |
| 펜싱                                                              | 국제펜싱연맹         | FIE       | http://www.fie.ch/                                   |
| 필드하키                                                          | 국제하키연맹         | FIH       | http://www.fih.ch/                                   |
| 핸드볼                                                            | 국제핸드볼연맹       | IHF       | http://www.ihf.info/                                 |

### 동계 올림픽 종목 협의회-AIOWF-
| 스포츠                                                                               | 연맹 명칭                 | 영문약자 | 공식 사이트                   |
| ------------------------------------------------------------------------------------ | ------------------------- | -------- | ----------------------------- |
| 루지                                                                                 | 국제루지연맹              | FIL      | http://www.fil-luge.org/      |
| 스키 (알파인스키, 노르딕 복합, 크로스 컨트리, 프리스타일 스키, 스키점프, 스노우보드) | 국제스키연맹              | FIS      | http://www.fis-ski.com/       |
| 바이애슬론                                                                           | 국제바이애슬론연맹        | IBU      | http://www.biathlonworld.com/ |
| 봅슬레이 • 스켈레톤                                                                  | 국제봅슬레이-토보가닝연맹 | FIBT     | https://www.ibsf.org/en/      |
| 아이스하키                                                                           | 국제아이스하키연맹        | IIHF     | http://www.iihf.com/          |
| 컬링                                                                                 | 세계컬링연맹              | WCF      | http://www.worldcurling.org/  |

### 국제 스포츠 연맹 인정 종목 협회(IOC 승인 받음) -ARISF- (1983년 창설)
- 가라테: 세계가라테연맹 (WKF) 공식 사이트
- 네트볼: 국제네트볼연맹 (IFNA) 공식 사이트
- 당구 (사구, 포켓볼, and 스누커): 세계당구스포츠연합 (WCBS) 공식 사이트
  - 사구: Union Mondiale de Billard (UMB) 공식 사이트
  - 8구: World Pool-Billiard Association (WPA) 공식 사이트
  - 스누커: International Billiards and Snooker Federation (IBSF) 공식 사이트
- 댄스스포츠: 국제댄스스포츠연맹 (IDSF) 공식 사이트 보관됨 2011-05-22 - 웨이백 머신
- 등산: 국제산악연맹 (UIAA) 공식 사이트
- 라켓볼: 국제라켓볼연맹 (IRF) 공식 사이트
- 롤러스케이팅 (롤러 레이싱, 롤러 하키 and 예술 롤러 스케이팅 포함): 국제롤러스케이팅연맹 (FIRS) 공식 사이트
- 모터사이클 경주: 국제모터사이클연맹 (FIM) 공식 사이트
- 바스크펠로타: 국제바스크펠로타연맹 (FIPV) 공식 사이트
- 밴디: 국제밴디연맹 (FIB) 공식 사이트
- 보울: 국제보울연맹 (CMSB) 공식 사이트;
  - 보치: Confederazione Boccistica Internazionale (CBI) 공식 사이트(이탈리아어)
  - 론 볼링: World Bowls (WB) 공식 사이트
  - Boule Lyonnaise: Fédération Internationale de Boules (FIB) 공식 사이트
  - 뻬떵크: Fédération Internationale de Pétanque et Jeu Provençal (FIPJP) 공식 사이트
- 볼링: 국제볼링연맹 (FIQ) 공식 사이트
- 브리지: 세계브리지연맹 (WBF) 공식 사이트
- 수상스키: 국제수상스키연맹 (IWSF) 공식 사이트
- 수중스포츠, 핀수영: 세계수중연맹 (CMAS) 공식 사이트
- 스모: 국제스모연맹 (ISF) 공식 사이트
- 스쿼시: 세계 스쿼시 연맹 (WSF) 공식 사이트
- 아이스스톡: 국제아이스스톡연맹 (IFE) 공식 사이트
- 암벽등반: 국제스포츠클라이밍연맹 (IFSC) web (ARISF의 회원이긴하지만 AGFIS의 회원은 아니다)
- 야구, 소프트볼:[1]세계 야구 소프트볼 총연맹 (WBSC) 공식 사이트
- 오리엔티어링: 국제오리엔티어링연맹 (IOF) 공식 사이트
- 우슈: 국제우슈연맹 (IWUF) 공식 사이트(영어)
- 인명구조: 국제구명연맹 (ILSF) 공식 사이트
- 자동차 경주: 국제 자동차 연맹 (FIA) 공식 사이트
- 줄다리기: 국제줄다리기연맹 (TWIF) 공식 사이트
- 체스: 세계체스연맹 (FIDE) 공식 사이트[2][3][4]
- 치어리딩: 국제치어리딩연맹 (ICU) 공식 사이트
- 코프볼:국제코프볼연맹 (IKF) 공식 사이트
- 크리켓: 국제 크리켓 평의회 (ICC) 공식 사이트
- 서핑, 바디보딩: 국제 서핑 협회 (ISA) 공식 사이트
- 파워보트[5]: 국제모터보트연맹 (UIM) 공식 사이트
- 폴로: 국제폴로연맹 (FIP) 공식 사이트
- 플로어볼: 국제플로어볼연맹 (IFF) 공식 사이트
- 항공 스포츠 (에어로바틱, 항공 경주, 열기구, 글라이딩, 행글라이딩, 스카이다이빙포함): 세계 항공 스포츠 연맹 (FAI) 공식 사이트

## IPC(국제장애인올림픽위원회)의 승인을 받은 연맹
- 노르딕 스키(바이애슬론, 크로스컨트리 스키) : IPC 노르딕스키 (IPC NS) 공식 사이트
- 보치아: 국제보치아연맹 (BISFed) 공식 사이트
- 배구: 세계장애인배구위원회 (WOVD) 공식 사이트
- 배드민턴: 세계장애인배드민턴연맹 (PBWF) 공식 사이트
- 사격: IPC 사격 (IPC SH) 공식 사이트
- 수영: IPC 수영 (IPC SW) 공식 사이트
- 아이스 슬레지하키: IPC 아이스 슬레지하키 (IPC ISH) 공식 사이트
- 알파인 스키: IPC 알파인 스키 (IPC AS) 공식 사이트
- 역도: IPC 역도 (IPC PO) 공식 사이트
- 요트: 국제장애인요트연맹 (IFDS) 공식 사이트
- 육상 경기: IPC 육상 경기 (IPC AS) 공식 사이트
- 휠체어 농구: 국제휠체어농구연맹 (IWBF) 공식 사이트
- 휠체어 댄스스포츠: IPC 댄스스포츠 (IPC WDS) 공식 사이트
- 휠체어 럭비: 국제휠체어럭비연맹 (IWRF) 공식 사이트

### 특수 장애인 스포츠 연맹
- 골볼: 국제 시각장애인 스포츠연맹 (IBSA) 공식 사이트
- 국제 지적장애인 스포츠연맹 (Inas) 공식 사이트
- 뇌성마비장애인 축구(Football 7-a-side): 국제 뇌성마비 스포츠레크레이션협회 (CPISRA) 공식 사이트
- 시각장애인 축구(Football 5-a-side): 국제 시각장애인 스포츠연맹 (IBSA) 공식 사이트
- 유도: 국제 시각장애인 스포츠연맹 (IBSA) 공식 사이트
- 휠체어 펜싱: 국제 휄체어 & 절단장애인 스포츠연맹 (IWAS) 공식 사이트

## 국제 경기 연맹 총연합회(GAISF)의 승인을 받은 연맹
- 검도: 국제검도연맹 (IKF) 공식 사이트
- 개썰매경기: 국제 개썰매경기 연맹 (IFSS) 공식 사이트
- 국제5종경기: 국제5종경기 연맹 (PI) 공식 사이트
- 낚시: 국제 낚시 연합 (CIPS)
- 노동스포츠: 국제 노동스포츠 연맹 (ILSF) 공식 사이트
- 대학스포츠: 국제 대학 스포츠 연맹 (FISU) 공식 사이트
- 드래곤 보트: 국제 드래곤 보트 연맹 ((IDBF) 공식 사이트
- 라크로스: 국제 라크로스 연맹 (FIL) 공식 사이트
- 마스터즈 게임: 국제 마스터즈 게임 협회 (IMGA) 공식 사이트
- 무에타이: 세계 무에타이 연맹 (IFMA) 공식 사이트 보관됨 2020-02-15 - 웨이백 머신
- 미니어처 골프: 세계 미니골프 연맹 (WMF) 공식 사이트
- 미식축구: 국제 미식축구 연맹 (IFAF) 공식 사이트 보관됨 2015-07-05 - 웨이백 머신
- 밀리터리 스포츠: 국제 밀리터리 스포츠 평의회 (IMGA) 공식 사이트
- 바둑: 국제 바둑 연맹 (IGF) 공식 사이트
- 보디빌딩: 국제 보디빌딩 연맹 (IFBB) 공식 사이트
- 산악스키: 국제 산악스키 연맹 (ISMF) 공식 사이트
- 삼보 : 국제 삼보 연맹 (FIAS) 공식 사이트
- 세팍타크로: 국제 세팍타크로 연맹 (ISTAF) 공식 사이트 보관됨 2021-08-13 - 웨이백 머신
- 스포츠기자: 국제 스포츠기자 협회 (AIPS) 공식 사이트
- 스포츠 시설: 국제 스포츠레저 시설 연맹 ((IAKS) 공식 사이트
- 스포츠 척추치료: 국제 스포츠 척추치료 연맹 (FICS) 공식 사이트
- 스페셜 올림픽(발달장애인 올림픽): 스페셜 올림픽 조직 (SOI) 공식 사이트
- 아이키도(합기도): 국제 아이키도 연맹 (IAF) 공식 사이트(영어)
- 코먼웰스 게임: 코먼웰스 게임 연맹 (CGF) 공식 사이트
- 월드 게임: 국제 월드게임 협회 (IWGA) 공식 사이트
- 정구: 국제 정구 연맹 (ISTF) 공식 사이트
- 주짓수: 국제 주짓수 연맹 (JJIF) 공식 사이트
- 청각장애인 스포츠: 국제 청각장애인 스포츠 위원회 (CISS) 공식 사이트
- 체커: 세계 체커 연맹 (FMJD) 공식 사이트
- 캐스팅: 국제 캐스팅 연맹 (ICSF) 공식 사이트
- 킥복싱: 세계 킥복싱 협회 (WAKO) 공식 사이트 보관됨 2013-12-07 - 웨이백 머신
- 타임키퍼(계시원): 국제 타임키퍼 연맹 (FIC) 공식 사이트
- 파워리프팅: 국제 파워리프팅 연맹 (IPF) 공식 사이트
- 패럴림픽(장애인 올림픽): 국제 패럴림픽 위원회 (IPC) 공식 사이트
  - 국제 뇌성마비 스포츠레크레이션협회 (CPISRA) 공식 사이트
  - 국제 시각장애인 스포츠 연맹 (IBSA) 공식 사이트
  - 국제 지적장애인 스포츠 연맹 (INAS-FMH, INAS-FID) 공식 사이트
  - 국제 휠체어 & 절단장애인 스포츠 연맹 (IWAS) 공식 사이트 보관됨 2013-03-30 - 웨이백 머신
- 플라잉 디스크: 세계 플라잉 디스크 연맹 (WFDF) 공식 사이트 보관됨 2020-11-30 - 웨이백 머신
- 피스트볼: 국제 피스트볼 협회 (IFA) 공식 사이트
- 학교스포츠: 국제 학교스포츠 연맹 (ISSF) 공식 사이트

## 기타 국제경기연맹
- 경마: 국제 경마 사무국 (IRB) 공식 사이트
- 골프: 미국 골프 협회 (USGA) 공식 사이트 보관됨 2021-08-08 - 웨이백 머신
- 국제 게임: 국제 게임 연합 (IGC)
- 국제 게임 낚시 협회 (IGFA) 공식 사이트
- 국제 볼게임: 국제 볼게임 연합 (CIJB) 공식 사이트
- 국제 미니골프 협회 (IPPA) 공식 사이트
- 게일릭 풋볼: 게일릭 경기 협회 (GAA) 공식 사이트
- 게일릭 핸드볼: 아일랜드 게일릭 핸드볼 평의회 (IHC) 공식 사이트
- 그레이하운드 경주: 미국 그레이하운드 경기장 운영자 협회 (AGTOA) 공식 사이트 보관됨 2020-11-27 - 웨이백 머신
- 다트: 세계 다트 연맹 (WDF) 공식 사이트
- 라운더스: 미국 라운더스 협회 (NRA) 공식 사이트
- 락잇볼: 국제 락잇볼 연맹 (IRIBF) 공식 사이트
- 로게이닝: 국제 로게이닝 연맹 (IRF) 공식 사이트
- 루빅스 큐브: 세계 큐브 협회 (WCA) 공식 사이트
- 래프팅: 국제 래프팅 연맹 (IRF) 공식 사이트
- 랙켈레톤: 국제 랙켈레톤 연맹 (FIR) 공식 사이트 보관됨 2009-03-10 - 웨이백 머신
- 럭비 리그: 국제 럭비리그 연맹 (RLIF) 공식 사이트
- 럭비 파이브스: 럭비 파이브스 협회 (RFA) 공식 사이트
- 마운틴보딩: 국제 마운틴보드 선수협회 (IMRA) 공식 사이트
- 마차경주: 국제 마차경주 기수 협회 (HHI) 공식 사이트
- 말라캄브: 세계 말라캄브 연합 (MCW) 공식 사이트
- 말발굽던지기: 미국 말발굽던지기 협회 (NHPA) 공식 사이트
- 모던 아르니스: 국제 모던 아르니스 연맹 (IMAF) 공식 사이트
- 무선조종 자동차 경주: 국제 모형자동차 경주 연맹 (IFMAR) 공식 사이트
- 보비남: 세계 보비남 연맹 (WVVF) 공식 사이트
- 복싱: 세계 프로복싱 연맹 (WPBF) 공식 사이트
- 브룸볼: 국제 브룸볼 연맹 (IFBA) 공식 사이트
- 비둘기경주: 영국 왕실 비둘기 경주 협회 (RPRA) 공식 사이트
- 비치사커: 비치사커 월드 와이드 (BSWW) 공식 사이트
- 산악달리기: 세계 산악달리기 협회 (IWMRA) 공식 사이트
- 서바이벌 게임: 국제 서바이벌 게임 연맹 (IAPS)
- 셔틀콕: 국제 셔틀콕 연맹 공식 사이트
- 스로볼: 국제 스로볼 연맹 (ITF) 공식 사이트
- 스카이: 국제 스카이 평의회 (ICS) 공식 사이트
- 스케이트보딩: 국제 스케이트보딩 연맹 (ISF) 공식 사이트
- 스키봅빙: 국제 스키봅 연맹 (FISB) 공식 사이트
- 슬롯카경주: 국제 슬롯카경주 협회 (ISRA) 공식 사이트
- 신발던지기: 국제 신발던지기 협회 (IBTA) 공식 사이트 보관됨 2014-10-06 - 웨이백 머신
- 신티: 카마낙 협회 공식 사이트
- 실탄사격: 국제 실탄사격 연합 (IPSC) 공식 사이트
- 아마추어 무선: 국제아마추어무선연맹 (IARU) 공식 사이트
- 요가: 국제 요가 연맹 (IYSF) 공식 사이트
- 주짓수: 세계 주짓수 연맹 (WJJF) 공식 사이트
- 인터크로스: 국제 인터크로스 연맹 (FIIC) 공식 사이트
- 종합격투기: 국제 격투스포츠 연맹 (ISCF) 공식 사이트
- 줄넘기: 국제 줄넘기 연맹 (IRSF) 공식 사이트, 세계 줄넘기 연합 (WRSC)
- 추크볼: 국제 추크볼 연맹 (FITB) 공식 사이트
- 카바디: 국제 카바디 연맹 (IKF) 공식 사이트
- 코끼리폴로: 세계 코끼리폴로 협회 (WEPF) 공식 사이트
- 쿵후: 국제 쿵후 연맹 (IKF) 공식 사이트
- 캐나다 5핀 볼링: 캐나다 5핀 볼링선수 협회 (C5PBA) 공식 사이트
- 퀴즈: 국제 퀴즈 협회 (IQA) 공식 사이트
- 크로케: 세계 크로케 연맹 (WCF) 공식 사이트 보관됨 2014-02-17 - 웨이백 머신
- 킥복싱: 세계 킥복싱 연맹 (WFK) 공식 사이트, 국제 킥복싱 연맹 (IKF) 공식 사이트
- 테이블축구: 국제 테이블 풋볼 연맹 (ITSF) 공식 사이트
- 테이블하키: 국제 테이블하키 연맹 (ITHF) 공식 사이트
- 텐트페깅: 국제 텐트페깅 연맹 (ITPF) 공식 사이트
- 파르쿠르: 세계 파르쿠르 연맹 (WFPF) 공식 사이트
- 패들볼: 미국 패들볼 협회 (NPA) 공식 사이트
- 페사팔로: 페사팔로리또 공식 사이트
- 포커:  국제 포커 연맹 (IFP) 공식 사이트 보관됨 2011-09-25 - 웨이백 머신
- 폴댄스: 국제 폴스포츠 연맹 (IPSF) 공식 사이트
- 헐링: 게일릭 경기 협회 (GAA) 공식 사이트
- 호주풋볼: AFL위원회 (AFLC) 공식 사이트
- VX: 국제 VX 연맹 공식 사이트

## 같이 보기
- 국제 하계 올림픽 종목 협의회
- 국제 올림픽 위원회
- 국제 패럴림픽 위원회